# Czterdziestolatek
Czterdziestolatek lub 40-latek – polski serial komediowy w reżyserii Jerzego Gruzy. Premierowy odcinek wyemitowano 16 maja 1975. Tytułową rolę zagrał Andrzej Kopiczyński.

## Charakterystyka
Serial został wyprodukowany przez Telewizję Polską w latach 1974–1977. Pierwsza 7-odcinkowa seria cieszyła się tak wielką popularnością, że z powodzeniem ją kontynuowano i zrealizowano też film pełnometrażowy Motylem jestem, czyli romans 40-latka oraz wielogodzinny telewizyjny program sylwestrowy „Sylwester Rodzinny – program z rodziną Czterdziestolatka” (31 grudnia 1975 od 22:20).
Obrazuje losy warszawskiej rodziny inżyniera Stefana Karwowskiego, które idealnie wkomponowały się w rzeczywistość lat 70. i propagandy sukcesu (m.in. budowa Trasy Łazienkowskiej, Dworca Centralnego czy Trasy Toruńskiej).
Równocześnie – zgodnie z założeniami autorów, którzy sami w okresie pracy nad serialem przekroczyli 40. rok życia – serial eksponował wątki związane z kryzysem wieku średniego: romans na boku, próby rzucenia palenia, obsesja na punkcie utraty włosów, próba zadbania o kondycję fizyczną, duma z dorobku życiowego i zawodowego, chęć samorealizacji przez działalność społeczną itp.
W latach 1993–1994 TVP wyemitowała kontynuację serialu zatytułowaną Czterdziestolatek. 20 lat później. Do obsady dołączyli m.in.: Joanna Kurowska, Wojciech Mann i Wojciech Malajkat.
10 maja 2014 z inicjatywy Amadeusza Szklarza-Habrowskiego z Instytutu Kultury Polskiej UW odbyły się obchody jubileuszu 40-lecia serialu. Odsłonięto tablicę Miejskiego Systemu Informacji na rondzie Czterdziestolatka w centrum Warszawy, któremu serial patronuje od 18 kwietnia 2014. Odbyło się spotkanie z twórcami i aktorami serialu (Jerzym Gruzą, Anną Seniuk, Mirellą Olczyk-Kurkowską i Piotrem Kąkolewskim) oraz premiera niepublikowanego, pilotażowego odcinka kontynuacji przygód rodziny Karwowskich pt. Studenci Trzeciego Wieku. Czterdzieści lat minęło, jak jeden dzień w Domu Spotkań z Historią w Warszawie.

## Lista odcinków
W nawiasach podano rok produkcji danego odcinka.
1. Toast, czyli bliżej niż dalej (1974)
2. Walka z nałogiem, czyli labirynt (1974)
3. Wpadnij kiedy zechcesz, czyli bodźce stępione (1974)
4. Portret, czyli jak być kochanym (1974)
5. Kondycja fizyczna, czyli walka z metryką (1974)
6. Włosy Flory, czyli labirynt (1974)
7. Judym, czyli czyn społeczny (1974)
8. Otwarcie trasy, czyli czas wolny (1975)
9. Rodzina, czyli obcy w domu (1975)
10. Pocztówka ze Spitsbergenu, czyli oczarowanie (1975)
11. Cudze nieszczęście, czyli świadek obrony (1975)
12. Nowy zastępca, czyli meteor (1975)
13. Kozioł ofiarny, czyli rotacja (1976)
14. Sprawa Małkiewicza, czyli kamikadze (1976)
15. Kosztowny drobiazg, czyli rewizyta (1976)
16. Gdzie byłaś, czyli Szekspir (1976)
17. Cwana bestia, czyli kryształ (1977)
18. Gra wojenna, czyli na kwaterze (1977)
19. Z dala od ludzi, czyli coś swojego (1977)
20. W obronie własnej, czyli polowanie (1977)
21. Smuga cienia, czyli pierwsze poważne ostrzeżenie (1977)

## Obsada

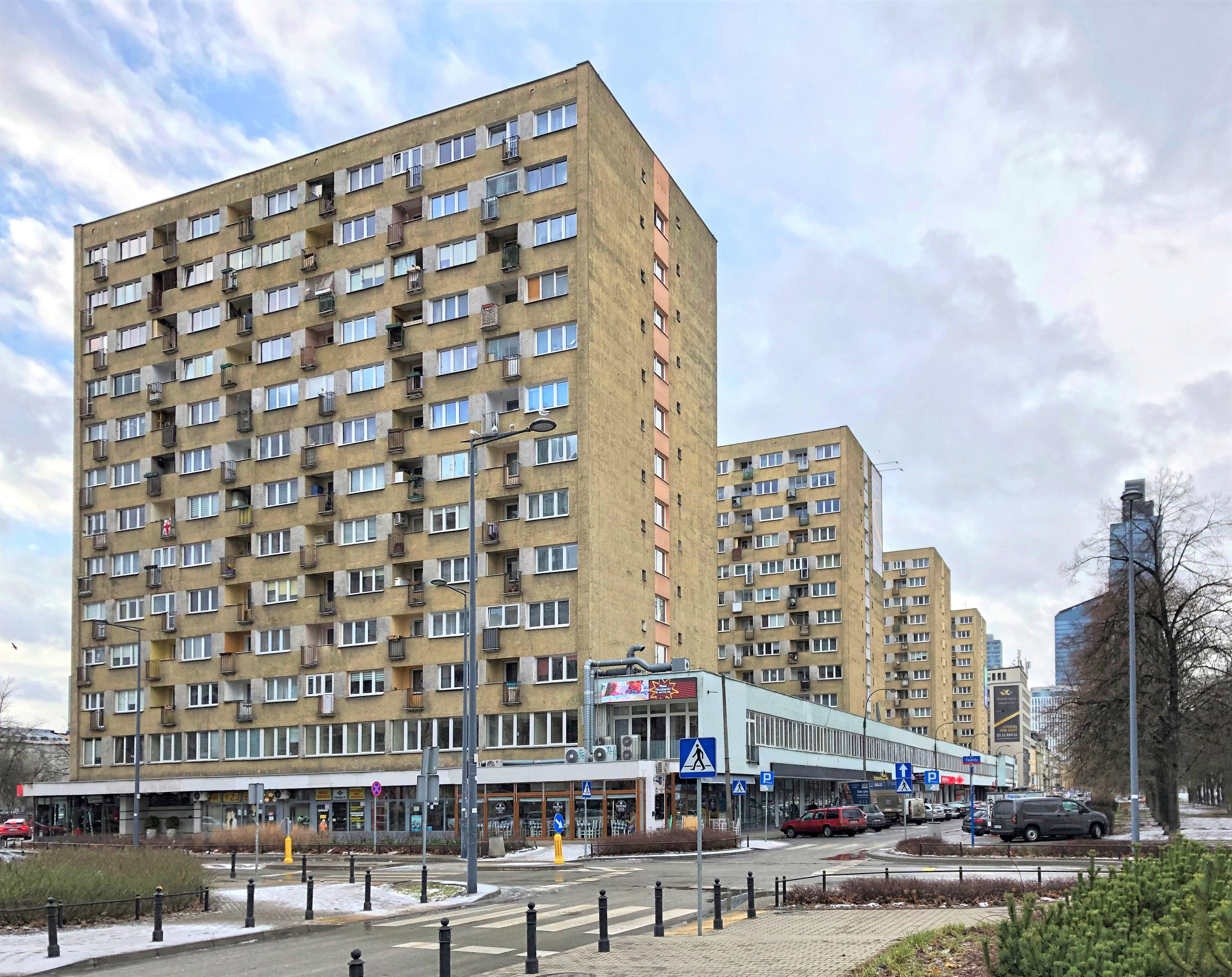
Stołeczne osiedle Pańska, na którym mieszka rodzina Karwowskich

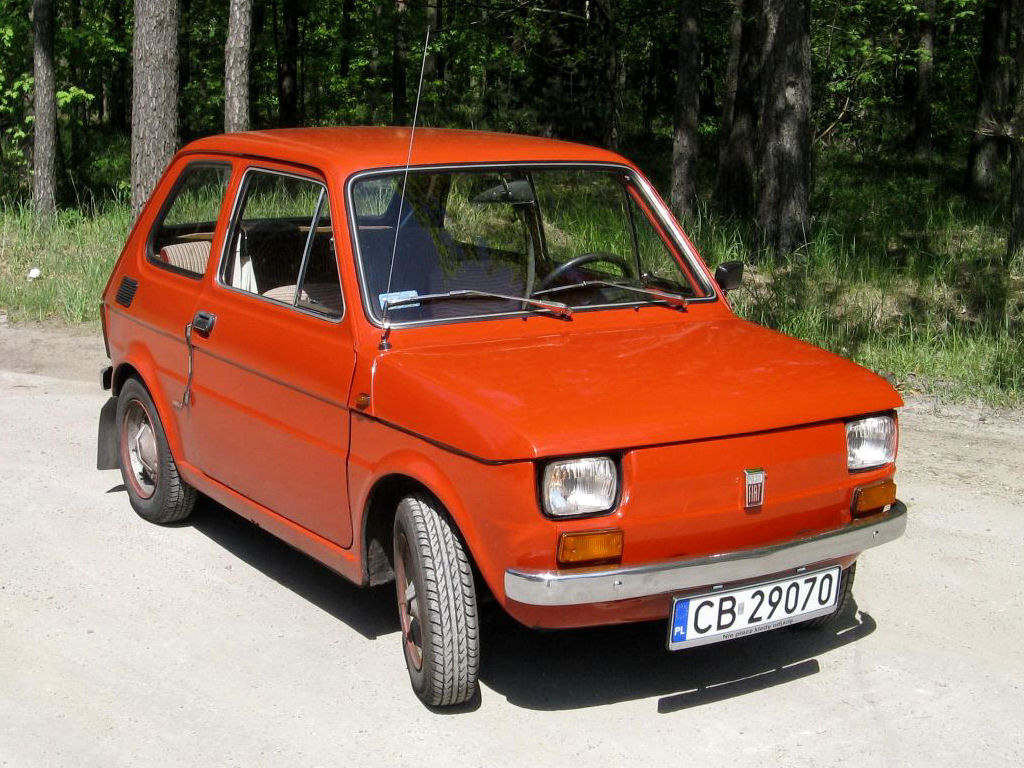
Czerwony Fiat 126p – taki samochód posiada rodzina Karwowskich

### Główne role
- Andrzej Kopiczyński – mgr inż. Stefan Karwowski, bohater tytułowy
- Anna Seniuk – mgr Magda Karwowska, z domu Sławek, z wykształcenia hydrolog
- Irena Kwiatkowska – „Kobieta Pracująca”
- Leonard Pietraszak – doktor Karol Stelmach, przyjaciel Stefana
- Roman Kłosowski – technik Roman Maliniak
- Janusz Kłosiński – Wincenty Wardowski, dyrektor Rawsko-Mazowieckiego Przedsiębiorstwa Robót Mostowych, przełożony Stefana
- Piotr Kąkolewski – Marek Karwowski, syn Karwowskich
- Grażyna Woźniak – Jagoda Karwowska, córka Karwowskich (do odc. 13)
- Mirella Olczyk – Jagoda Karwowska, córka Karwowskich (od odc. 15)
- Wojciech Pokora – inżynier Mieczysław Gajny, przełożony Magdy

### Drugoplanowe role
- Zofia Czerwińska – pani Zosia Nowosielska, kreślarka z budowy
- Jan Gałązka – przewodniczący komitetu blokowego, Tosiek Walendziak
- Bohdan Ejmont – inżynier Bek, zastępca Karwowskiego
- Ryszard Pietruski – dyrektor Mietek Powroźny (w odc. 6 także jako mechanik samochodowy)
- Janusz Gajos – brat Madzi, Antek Sławek (odc. 9 i 19)
- Ewa Milde-Prus – żona Antka, Bożena (odc. 9 i 19)
- Władysław Hańcza – ojciec Magdy, emerytowany leśniczy (odc. 9, 19 i 20)
- Mieczysław Waśkowski – nauczyciel Marka  (odc. 4, 5, 13)
- Saturnin Żórawski – wiceminister Stanisław Zawodny  (odc. 3, 6, 13)
- Stefan Friedmann – Cywiński, robotnik na budowie (odc. 1–6)
- Stanisław Tym – robotnik na budowie (odc. 4–6)
- Piotr Skarga – robotnik na budowie (odc. 10, 12, 13)
- Wacław Kowalski – Wacław Popielak, robotnik na budowie (odc. 1–6, 9, 10, 14, 18)
- Jerzy Karaszkiewicz – Franek Maciaszek, robotnik na budowie (odc. 2, 4, 5, 13)
- Jerzy Cnota – robotnik na budowie (odc. 9, 12, 13)
- Zdzisław Szymański – robotnik (odc. 12, 15, 17, 20)
- Jarosław Skulski – Rozpiór, robotnik na budowie (odc. 12, 13)
- Grzegorz Warchoł – inżynier Celej (odc. 14, 17, 19, 21, w odc. 8 także jako kelner Stasio w piwiarni nad Wisłą)
- Leon Niemczyk – inżynier Małkiewicz (odc. 14–17, 19, 20)
- Andrzej Chrzanowski – Stasiak (odc. 2, 7, 10, 11, 13; w Motylem jestem Morszczuk)
- Grażyna Szapołowska – inżynier Urszula Nowowiejska, zastępca Stefana (odc. 12, 15[6])
- Janusz Cywiński – pan Marian, kierowca dyrektora (odc. 12–15)
- Walentyna Mołdawanowa (także jako Walentyna Jendrych(inne języki)) – pani Danusia, sekretarka dyrektora (odc. 6, 13, 14, 18, 19, 21)
- Elżbieta Wieczorkowska – Ryszarda Puciata, starsza koleżanka Madzi z pracy
- Grażyna Lisiewska – Mariolka, koleżanka Magdy z pracy
- Antonina Girycz – koleżanka Magdy z pracy
- Ilona Stawińska – koleżanka Magdy z pracy
- Anna Wróblówna – koleżanka Magdy z pracy
- Alicja Wolska – koleżanka Magdy z pracy
- Andrzej Stockinger – pan Stasiek, sąsiad Karwowskich, ojciec Zosi (odc. 7, 11, 16)
- Włodzimierz Boruński – sąsiad Karwowskich (odc. 1, 4, 11, 16)
- Paweł Unrug – Władeczek, sąsiad Karwowskich (odc. 2, 4)
- Zdzisław Maklakiewicz – kolega szkolny Jodłowski, ps. „Dżuma” (odc. 5 i 18)
- Hanna Orsztynowicz – pielęgniarka Krysia (odc. 1, 3, 4)
- Tomasz Witt – doktor Marcin Bodzianowicz (odc. 1, 5, 8, 21)
- Bohdan Łazuka – różne role, m.in. pijany robotnik, pijany kierowca w komisariacie w odc. 8, oficer rezerwy na odprawie w odc. 18, zniewieściały tancerz w Motylem jestem

### Pozostałe role
- Kazimierz Rudzki – profesor Karwowskiego (odc. 1)
- Joanna Szczepkowska – Joasia, licealna miłość Karwowskiego (odc. 1)
- Wiesław Gołas – Ziemia, dowódca plutonu SP w Nowej Hucie, w której służył Stefan (odc. 1)
- Krzysztof Sierocki – Piotrek Włodkowski (odc. 1)
- Krystyna Kołodziejczyk – sąsiadka (odc. 1)
- Cezary Julski – sąsiad Karwowskich (odc. 2)
- Irena Laskowska – kioskarka (odc. 2)
- Jerzy Turek – milicjant (odc. 2)
- Helena Kowalczykowa – matka Władeczka (odc. 2)
- Janusz Bukowski – milicjant (odc. 3)
- Krystyna Maciejewska-Zapasiewicz (odc. 3)
- Józef Nalberczak – sąsiad parkujący samochód (odc. 4)
- Wiesław Nowosielski – dziennikarz „Życia Warszawy” (odc. 4)
- Adam Pawlikowski – dziennikarz z Polskiego Radia (odc. 4)
- Jerzy Dobrowolski – fotoreporter „Życia Warszawy” (odc. 4)
- Jan Kobuszewski – Jasio, bufetowy w klubie sportowym (odc. 5)
- Juliusz Lubicz-Lisowski – uczestnik pogrzebu (odc. 5)
- Andrzej Krasicki – brydżysta w klubie przyzakładowym (odc. 5), uczestnik odprawy w dyrekcji zjednoczenia (odc. 13)
- Bernard Michalski – brydżysta w klubie przyzakładowym (odc. 5)
- Aleksander Sewruk – trener Michalak (odc. 5)
- Jan Kociniak – jeden z trenerów sekcji lekkoatletycznej (odc. 5)
- Wojciech Skibiński – Rubinowicz, kolega Karwowskiego ze szkoły (odc. 5)
- Karol Strasburger – pracownik w przyzakładowym klubie sportowym (odc. 5)
- Jerzy Tkaczyk – działacz klubu sportowego (odc. 5)
- Andrzej Grąziewicz – tyczkarz na drzewie (odc. 5)
- Rajmund Jakubowicz (odc. 5)
- Hanna Skarżanka – pani Flora, specjalistka od porostu włosów (odc. 6)
- Krzysztof Kumor – robotnik na budowie (odc. 6)
- Andrzej Gawroński – malarz odnawiający mieszkanie Flory (odc. 6)
- Maria Filipek – magister Kulesza (odc. 7)
- Jan Tadeusz Stanisławski – mgr Kulesza, socjolog (odc. 7)
- Bożena Dykiel – żona Walendziaka (odc. 7)
- Bogumił Kłodkowski – sierżant, komendant posterunku (odc. 8)
- Lech Sołuba – milicjant zapisujący dane Karwowskiego (odc. 8)
- Edward Wichura – „specjalista” na Trasie Łazienkowskiej (odc. 8)
- Katarzyna Łaniewska – żona Maliniaka (odc. 8)
- Lech Ordon – „prawdziwy generał, który wynalazł laser” (odc. 8)
- Piotr Fronczewski – 1. bywalec z kawiarni (odc. 8)
- Tadeusz Czechowski – 2. bywalec z kawiarni (odc. 8)
- Tadeusz Pluciński – 3. bywalec z kawiarni (odc. 8)
- Lidia Stanisławska – wokalistka zespołu, wykonuje piosenkę „Nie zaczynaj...” (odc. 8)
- Edward Rauch – sprzedawca na giełdzie samochodowej (odc. 9), Kołodziej – właściciel wytwórni pustaków (odc. 14)
- Jan Nowicki – prof. Zygmunt Koziełło (odc. 10)
- Krzysztof Majchrzak – inżynier Szczygieł (odc. 10)
- Wiktor Zborowski – inżynier Maliszewski (odc. 10)
- Tu Minh-Chanh – prof. Akki San-Oki, glacjolog z Laponii (odc. 10)
- Edward Dziewoński – adwokat (odc. 11)
- Seweryn Butrym – adwokat żony inżyniera Beka (odc. 11)
- Jan Himilsbach – pan Skorupko, klient mecenasa (odc. 11)
- Krzysztof Kowalewski – Benek, znajomy pielęgniarki Krystyny (odc. 3, 11)
- Bogdan Baer – dyrektor Antek Pociecha
- Zofia Sykulska-Szancerowa – pani Maria, sekretarka ministra Zawodnego (odc. 13, 17)
- Witold Gałązka – Witek Walendziak, handlarz kryształami, brat Tośka
- Barbara Bargiełowska – Maria Bekowa (odc. 11)
- Barbara Drapińska – sędzia (odc. 11)
- Jerzy Januszewicz – mężczyzna w sądzie rozmawiający z Benkiem (odc. 11)
- Andrzej Bogucki – profesor Aleksander Nowowiejski (odc. 12)
- Mieczysław Kalenik – przewodniczący zebrania (odc. 12)
- Zofia Niwińska – profesorowa Nowowiejska (odc. 12)
- Irena Oberska – Katarzyna, gosposia Nowowiejskich (odc. 12)
- Jerzy Obłamski – nauczyciel Jagody (odc. 12)
- Bogdan Łysakowski – uczestnik odprawy w dyrekcji zjednoczenia (odc. 13), podwładny Powroźnego (odc. 17), urzędnik w przedsiębiorstwie Karwowskiego (odc. 21)
- Stenia Kozłowska – piosenkarka (odc. 14)
- Joachim Lamża – robotnik na budowie (odc. 14)
- Jan Pietrzak – towarzysz Iwanicki z Wydziału Kadr (odc. 14, 15)
- Józef Kalita – naczelnik Gęsiarek (odc. 14) i jako kadrowiec Łysiak (19)
- Danuta Wodyńska – gość na przyjęciu (odc. 15)
- Andrzej Samson – gość na przyjęciu (odc. 15)
- Krzysztof Pankiewicz – scenograf Iwo Czarnecki (odc. 15)
- Alina Janowska – Celina, żona Powroźnego (odc. 15)
- Danuta Zaborowska – ekspedientka w salonie „Mody Polskiej” (odc. 15)
- Bohdana Majda – Owsińska, matka Basi (odc. 15)
- Maria Klejdysz – matka Czarka (odc. 16)
- Wojciech Pszoniak – wystylizowany mężczyzna w kawiarni nazywający Stefana „dziwakiem” (odc. 3), aktor w telewizyjnej sztuce Romeo i Julia (odc. 16), red. Oswald w Motylem jestem
- Krystyna Feldman – dyrygent orkiestry w Pałacu Młodzieży (odc. 16)
- Kazimiera Utrata-Lusztig – żona pana Staśka (odc. 16)
- Barbara Burska – sekretarka Powroźnego (odc. 17, 20)
- Jerzy Moes – członek delegacji witającej na Okęciu Japończyków (odc. 17), sekretarz towarzyszący wiceministrowi w szpitalu (odc. 21)
- Witold Kałuski – inżynier Bliniak (odc. 17)
- Irena Karel – panna Krysia, pasażerka w pociągu (odc. 18)
- Edward Lach – sekretarz Powroźnego (odc. 18, 21)
- Zygmunt Maciejewski – pułkownik (odc. 18)
- Ryszard Nawrocki – rezerwista (odc. 18)
- Edward Sosna – kapitan Sosna na dworcu (odc. 18)
- Wojciech Wiliński – Zenon Matusik (odc. 18)
- Henryk Hunko – gospodarz, hodowca basetów (odc. 19)
- Krzysztof Materna – sąsiad z budki Ruchu (odc. 19)
- Halina Kossobudzka – pani Włodarska (odc. 19)
- Jerzy Gruza – pasażer na peronie dworca (odc. 20)
- Adam Dębski – leśniczy (odc. 20)
- Gustaw Lutkiewicz – leśniczy (odc. 20)
- Jerzy Ofierski – wiceminister Zwiastowicz (odc. 20, 21)
- Wiesław Drzewicz – kelner Burzyński, pacjent w szpitalu (odc. 21)
- Zygmunt Zintel – pan Henio, były dróżnik, pacjent w szpitalu (odc. 21)
- Piotr Komorowski – pan Waldek, instruktor narciarski, pacjent w szpitalu (odc. 21)
- Józef Korzeniowski – dyrektor Wolica
- Zygmunt Fok – profesor Zuber, kardiolog (odc. 21)
- Tatiana Sosna-Sarno – pielęgniarka Małgosia (odc. 21)
- Zofia Grabińska – żona pana Henia (odc. 21)
- Barbara Marszel – żona Burzyńskiego (odc. 21)
- Zbigniew Skowroński – szatniarz w szpitalu (odc. 21)
- Zdzisław Szymborski – podwładny Powroźnego (odc. 21)

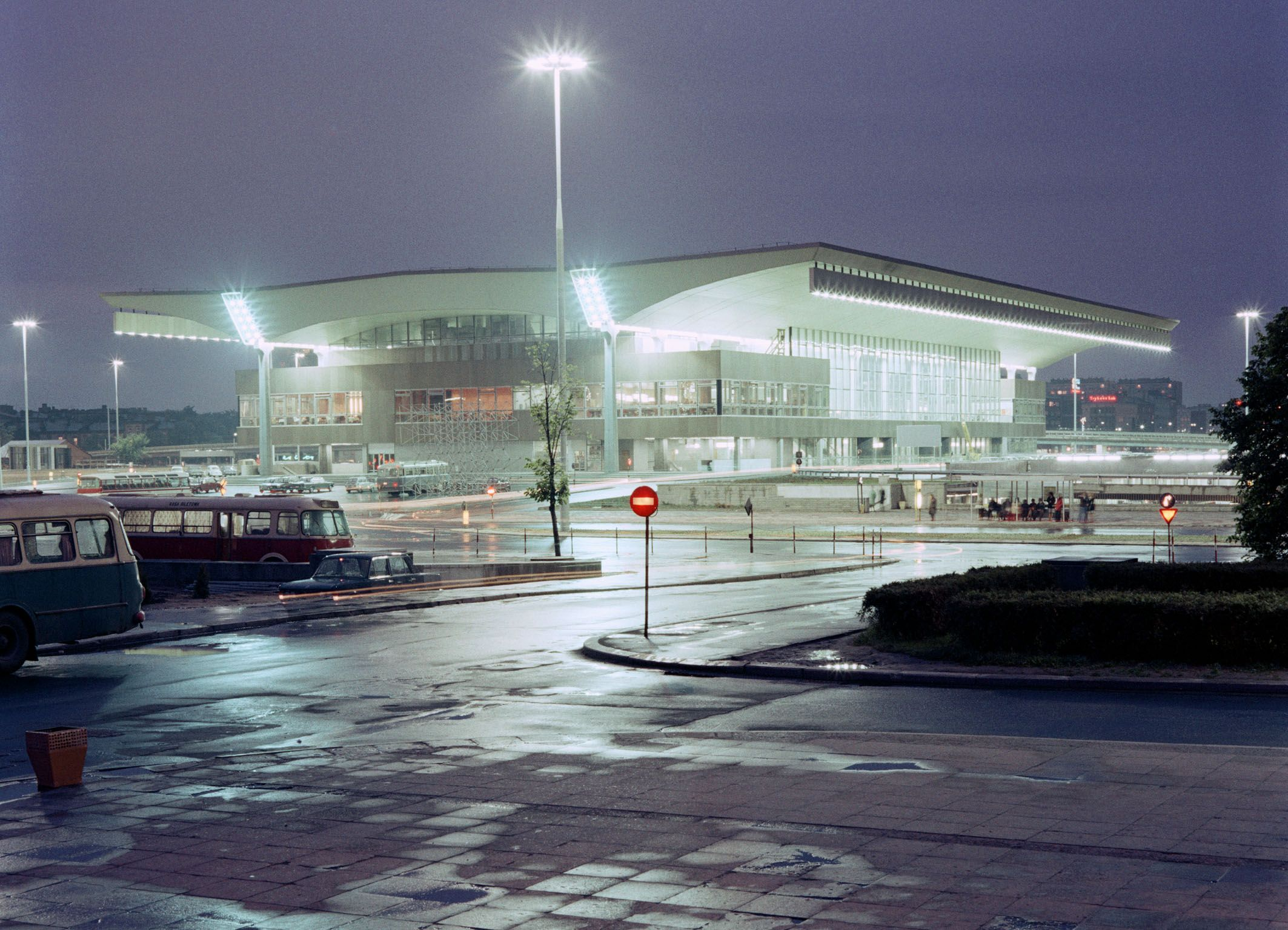
Dworzec Centralny w Warszawie – inżynier Karwowski pracował na jego budowie

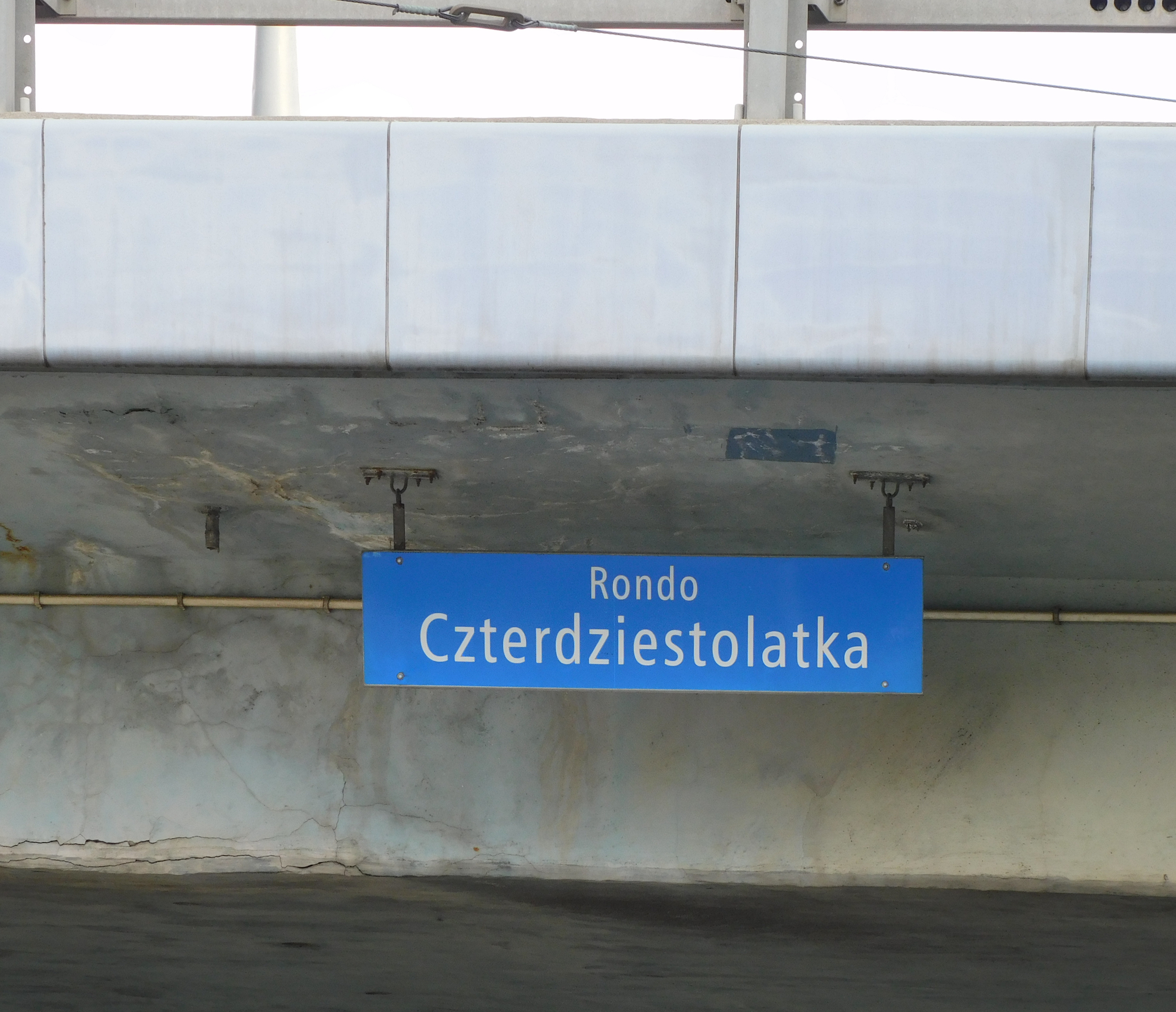
Rondo Czterdziestolatka w Warszawie

## Konteksty kulturowe i społeczno-polityczne powstania i recepcji serialu

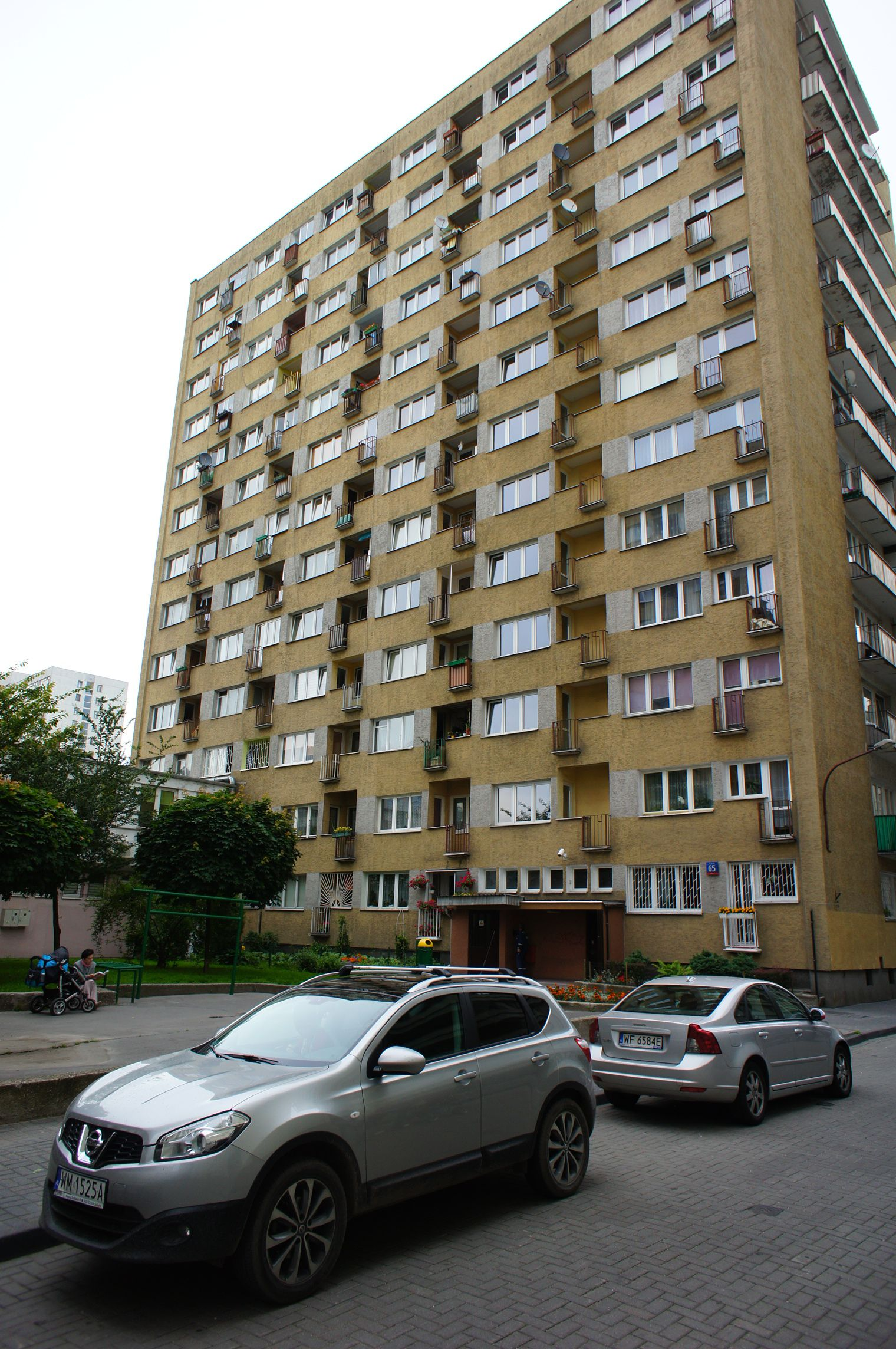
Jeden z wieżowców przy ul. Pańskiej, w których mieszkali Karwowscy

- Głównych bohaterów filmu przedstawiono jako przeciętną rodzinę warszawiaków z wyższym wykształceniem technicznym uzyskanym w pierwszym pokoleniu. Rodzina Karwowskich mieszka więc w samym centrum Warszawy w bloku przy ulicy Pańskiej. Jednak w trzech różnych odcinkach pojawiają się inne adresy mieszkania: 92 m. 161 w odc. 10 (informację o tym podaje Magda Karwowska prof. Zygmuntowi Kozielle celem wysłania pocztówki), 62 m. 138 (odc. 7) oraz 62 m. 137 (odc. 17)[7].
- W filmie pokazano wiele elementów działania systemu nomenklatury w PRL. Główny bohater filmu wspinał się po jej niższych szczeblach i napotykał w związku z tym wiele nieznanych mu zwyczajów, kodów kulturowych, a nawet pojęć. I tak na przykład jego córka Jagoda Karwowska, wkrótce po tym gdy jej ojciec został dyrektorem, została wciągnięta w środowisko tzw. bananówek. Karwowskiemu, któremu uświadomiła to jej koleżanka, wydawało się, że chodzi o dziewczęta chodzące w spódnicach w banany (odc. 16). Natomiast w odcinku 14 Karwowski, nie będąc pewnym, czy może samodzielnie wyznaczyć kierownika IV odcinka robót, udaje się do naczelnika Wydziału Kadr PZPR (tow. Iwanickiego), który wyjaśnia mu, że dane stanowisko obsadzane jest bez udziału struktur partyjnych. Te ostatnie musiały jednak wyrazić zgodę na awans samego Karwowskiego na stanowisko dyrektora, o czym mowa jest wprost w odcinku 13.
- Film pokazuje wiele panujących w latach 70. mód, m.in. rozwijający się kult komputera będący częścią ówczesnej technokratycznej wiary w możliwość racjonalizacji metod zarządzania. Sam Karwowski zostaje jakoby wybrany na dyrektora właśnie przez komputer (marki Odra trzeciej generacji).
- Serial nie tylko pokazywał mody, ale je także tworzył. Półokrągły łuk w otworze drzwiowym, jaki Karwowskiemu zalecił projektant wnętrz Iwo Czarnecki (postać i jej nazwisko to aluzja do znanego w latach 70. scenografa TVP, Wowo Bielickiego), stał się popularnym elementem wystroju polskich mieszkań w latach 70. i 80. Jednocześnie pojęcie „łuku Karwowskiego” pojawia się niekiedy w potocznej polszczyźnie[8].
- Również samochód Fiat 126p, jakim poruszał się inżynier Karwowski, został podobno nazwany w języku koneserów polskiej motoryzacji „Karwowskim”[potrzebny przypis]. Właśnie w taki sposób określa się czerwone maluchy wyprodukowane w latach 70., posiadające liczne detale spotykane w autach z tamtych lat, np. felgi „cytrynki”, chromowane zderzaki itp. Pojazd Karwowskiego miał numery rejestracyjne 56-48-WL.
- Tytułową piosenkę „Czterdzieści lat minęło” śpiewa Andrzej Rosiewicz. Naklejka z charakterystyczną sylwetką Rosiewicza (z muchą) widnieje na szybie drzwi do pokoju Marka (np. w odc. 2).
- W serialu wystąpiła plejada najpopularniejszych polskich aktorów, co daje pretekst do wielu aluzji do granych przez nich ról. Na przykład w odc. 9 o rodzinie Magdy, w tym teściu granym przez Władysława Hańczę, Stefan mówi: Jesteśmy tu wszyscy... sami swoi, co nawiązuje do filmu, w którym Hańcza grał rolę Kargula. W tym samym odcinku wystąpił również Wacław Kowalski, czyli filmowy Pawlak.

## Upamiętnienie
- W marcu 2014 Rada miasta stołecznego Warszawy nadała nazwę skrzyżowaniu ulicy Tytusa Chałubińskiego, alei Jana Pawła II i Alej Jerozolimskich nazwę rondo Czterdziestolatka. Uchwała weszła w życie 18 kwietnia 2014 r.[9]
- Mural autorstwa Bartka Podlewskiego przedstawiający Romana Maliniaka i inż. Stefana Karwowskiego odsłonięty w 2020 na ścianie szybu windowego przy stacji metra Ursynów w Warszawie[10].